# Pierre Bonnard (Geistlicher)
Pierre Bonnard (* 18. November 1911 in Lausanne; † 9. Januar 2003 ebenda) war ein Schweizer evangelischer Geistlicher und Hochschullehrer.

## Leben

### Familie
Pierre Bonnard war der Sohn des Pfarrers Paul Bonnard und dessen Ehefrau Germaine (geborene Malan); ihr Urgrossvater war der Pfarrer César Malan.
1940 heiratete er Colette, Tochter des Postbeamten Alfred Wenger, Gymnasiallehrerin und eine der Gründerinnen des 1942 gegründeten sozialmedizinischen Zentrums Pro Familia.

### Werdegang
Pierre Bonnard promovierte 1940 zum lic. theol. an der Freien Fakultät Lausanne und 1963 zum Dr. theol. in Genf.
Von 1938 bis 1939 war er Pfarrer in Chavannes-le-Chêne und von 1939 bis 1945 in Genf.
1945 wurde er als Professor für Neues Testament an die Freie Fakultät Lausanne berufen und war, nach dem Zusammenschluss beider reformierten Kirchen zur Église Évangélique Réformée du canton de Vaud, von 1966 bis 1978 an der Theologischen Fakultät tätig.

### Berufliches und theologisches Wirken
Pierre Bonnard war 1948 Mitbegründer der Communauté de travail pour l'unité ecclésiastique vaudoise, 1951 des Cours biblique par correspondance, 1952 des Centre Protestant d'Etudes und 1962 des Séminaire de culture théologique in Lausanne sowie 1968 des Institut des sciences bibliques.
Er war von 1963 bis 1970 Redaktionsmitglied von Leben und Glauben (seit 2013: Doppelpunkt) und in der Zeit von 1965 bis 1972 war er Mitarbeiter an der ökumenischen Bibelübersetzung.
Am 12. Dezember 1964 gründete er gemeinsam mit Heinrich Stirnimann und Jean-Louis Leuba die Schweizerische Theologische Gesellschaft.

## Ehrungen und Auszeichnungen
Pierre Bonnard wurde 1965 durch die Universität Bern und 1979 durch die Universität Freiburg zum Dr. h. c. ernannt.

## Schriften (Auswahl)
- Jésus-Christ édifiant son église le concept d'édification dans le Nouveau Testament. 1948.
- mit A. Girardet: Vers la fusion de l'Eglise nationale et de l'Eglise libre vaudoise. 1961.
- La Sagesse en persone annoncée et venue: Jésus Christ. Paris 1966.
- L' évangile selon Saint Matthieu. 1970.
- Les épitres johanniques. 1983.